# Joe Bastianich
Joseph Bastianich, anomenat Joe (Nova York, 17 de setembre de 1968), és un emprenedor, personatge de la televisió i cantant estatunidenc d'origen italià, actiu en el sector de la restauració i de la música.

Joe Bastianich és fill de pares italians provinents d'Ístria, Felice Bastianich d'Albona i la cuinera Lidia Matticchio de Pula que el 1964, quatre anys abans del seu naixement, havien comprat el seu primer restaurant, el petit Buonavia de Forest Hills (Queens), i el 1979 van adquirir el Vila Seconda. Quan Joe tenia tretze anys la seva família va vendre ambdós restaurants per llançar el Felidia a Manhattan. Joe va anar a la Fordham Preparatory School al Bronx i al Boston College; a continuació va començar a treballar com bond-trader al banc Merrill Lynch de Wall Street, però va abandonar aviat aquesta carrera per seguir l'activitat familiar de la restauració.
El 1993 Joe va convèncer els seus pares a invertir amb ell i obrir el restaurant Becco a Manhattan. Com el Felidia, també el Becco va ser un èxit immediat que va permetre a la família obrir nous restaurants també fora de la ciutat de Nova York. El restaurant Becco apareix a diversos telefilms, com Beverly Hills 90210 i Friends. El 1997, Felice i Lidia es van divorciar després de 31 anys de matrimoni; el pare va decidir aleshores retirar-se dels negocis lligats a la restauració, cedint les seves participacions als seus fills Joe i Tanya.
En els anys successius Joe es va associar amb el xef Mario Batali per obrir el Babbo Ristorante e Enoteca, a qui el The New York Times va assignar dues estrelles.
Continuant la col·laboració, van obrir altres restaurants i punts de venda a Nova York: Lupa, Esca, Casa Mono, Bar Jamón, Otto, Del Posto i el 2010 Eataly a Manhattan juntament amb Oscar Farinetti. A Los Angeles Bastianich i Batali obren Osteria Mozza i Pizzeria Mozza (més tard exportats a Marina Bay Sands, Singapur), i B&B Restaurant a Las Vegas.
Prop de casa, el duo va rellançar el Tarry Lodge a Port Chester, Nova York. El 2010, Del Posto es converteix en el primer restaurant italià, en 36 anys, amb quatre estrelles atorgades pel New York Times. L'agost de 2013 Joe obre el restaurant Orsone a Gagliano, frazione de Cividale del Friuli, amb l'objectiu de portar a la seva terra d'origen la cultura gastronòmica que ha après en tot el món juntament amb la seva mare Lidia. Bastianich ha fundat a més tres companyies vinícoles: Azienda Agricola Bastianich a Buttrio i a Cividale del Friuli; La Mozza s.r.l. de Magliano in Toscana a Maremma, i la TriTono a Mendoza, Argentina; ha adquirit la marca Brandini a la Morra, al Piemont.
L'estiu del 2015 torna amb l'activitat del restaurant Ricci a la plaça de la República a Milà que té com a membres Bastianich, Belén Rodríguez, Luca Guelfi i Simona Mel; ja titolars dels Petit Bistrot de Milà i Miami.
Apassionat de la música (ha estat frontman i guitarrista del grup estatunidenc The Ramps), com a solista el 6 setembre de 2019 ha publicat per la Universal el seu primer senzill Joe Played Guitar que ha precedit el seu primer àlbum en estudi Aka Joe, publicat el 20 setembre de 2019.

Bastianich viu a Greenwich, Connecticut, amb la seva dona Deanna i els tres fills Olivia, Miles i Ethan.

## Programes de televisió
- Masterchef (Fox, 2010-2014, 2018-en curs) – Jutge
- MasterChef Italia (Cielo, 2011; Sky Uno, 2012-2019) – Jutge
- Junior MasterChef (Fox, 2013-2015, 2018-en curs) – Jutge
- Restaurant Startup (CNBC, 2014-2016)
- Junior MasterChef Italia (Sky Uno, 2014) – Hoste
- Miss Itàlia (LA7, 2015) – Jutge
- Top Gear Italia (Sky Uno, 2016)
- Celebrity MasterChef Italia (Sky Uno, 2017-2018) – Jutge
- Cucine da incubo Italia (NOVE, 2017) – Hoste
- MasterChef All Stars Italia (Sky Uno, 2018) – Jutge hoste
- Festival de Sanremo (Rai 1, 2019) – Jurat d'honor
- Amici Celebrities (Canale 5, 2019) – Concursant
- Italia's Got Talent (TV8, 2020-en curs) – Jutge
- Family Food Fight (Sky Uno, 2020-en curs) – Jutge

## Premis i reconeixements
El 2005 ha estat reconegut com a "Outstanding Wine and Spritz Professional" de la James Beard Foundation i de la revista Bon Appétit. El 2008 ha estat premiat "Outstanding Restaurateur Award" per la James Beard Foundation. El 2018 ha estat premiat al Parlament italià de la Fondazione Italia EUA amb el "Premio America".

## Obres
- Joseph Bastianich. Vino Italiano Buying Guide (en anglès).  Clarkson Potter, 2004. ISBN 9781400052875.
- Joseph Bastianich. Restaurant man.  Rizzoli, 2012. ISBN 978-88-17-05721-9.
- Joe Bastianich. Giuseppino.  UTET, 2014. ISBN 978-88-511-2690-2.

## Discografia
Àlbums d'estudi
- 2019 – Aka Joe

Senzills
- 2019 – Joe Played Guitar
- 2019 – Nonna (97 years)